# Alopecosa kulczynski
Alopecosa kulczynski is een spinnensoort in de taxonomische indeling van de wolfspinnen (Lycosidae).
Het dier behoort tot het geslacht Alopecosa. De wetenschappelijke naam van de soort werd voor het eerst geldig gepubliceerd in 1979 door Sternbergs.
De soort komt voor in Rusland, van Midden-Siberië tot Russisch Oost-Azië.